# Distretto di Sartimbamba
Il distretto di Sartimbamba  è uno degli otto distretti della provincia di Sánchez Carrión, in Perù. Si trova nella regione di La Libertad e si estende su una superficie di 394,37  chilometri quadrati.